# Elena Andrieș
Elena Ramona Andrieș (21 de septiembre de 1994) es una deportista rumana que compite en halterofilia. Ganó tres medallas en el Campeonato Europeo de Halterofilia entre los años 2017 y 2019.

## Palmarés internacional
| Campeonato Europeo | Campeonato Europeo | Campeonato Europeo | Campeonato Europeo |
| Año                | Lugar              | Medalla            | Categoría          |
| ------------------ | ------------------ | ------------------ | ------------------ |
| 2017               | Split (Croacia)    | Medalla de bronce  | 48 kg              |
| 2018               | Bucarest (Rumania) | Medalla de oro     | 48 kg              |
| 2019               | Batumi (Georgia)   | Medalla de oro     | 49 kg              |